# 멜라니 디아스
멜라니 레베카 디아스 곤살레스(스페인어: Melanie Rebecca Díaz González, 1996년 5월 7일~)는 푸에르토리코의 탁구 선수이다. 2020년 하계 올림픽에 푸에르토리코 국가대표로 참가했다.

## 경력
1996년 우투아도에서 블라디미르 디아스와 마랑헬리 곤살레스 부부의 딸로 태어났다. 디아스는 4자매 중 장녀로 동생인 파비올라, 가브리엘라, 아드리아나 모두 탁구 선수가 되었다. 
2019년 페루 리마에서 열린 2019년 팬아메리칸 게임에서 복식과 단체전 금메달을 획득하면서 푸에르토리코 최초의 팬아메리칸 게임 탁구 금메달리스트가 되었다.
2021년 7월 아드리아나와 함께 도쿄에서 열린 2020년 하계 올림픽에 참가했다.

## 같이 보기
- 아드리아나 디아스 (탁구 선수)